# Ala Littoria
Ala Littoria S.A. fue la primera compañía aérea de línea italiana de propiedad estatal creada en 1934 mediante la fusión de cuatro de las más importantes aerolíneas italianas existentes. Además de establecer extensas rutas europeas, la aerolínea de bandera desempeñó un papel muy importante en el control del imperio colonial de Italia en el norte y el lejano este de África. Pero para establecer rutas desde Italia hasta África, Ala Littoria tuvo que superar muchos obstáculos geográficos y desafíos logísticos. Con la entrada de Italia en la Segunda Guerra Mundial, la flota de Ala Littoria y la propia aerolínea se movilizaron para las necesidades de la Regia Aeronautica y participaron en el transporte de materiales, correo y tropas a los frentes en los que luchó el ejército italiano. Al finalizar la contienda, la aerolínea cesó sus actividades.

## Historia

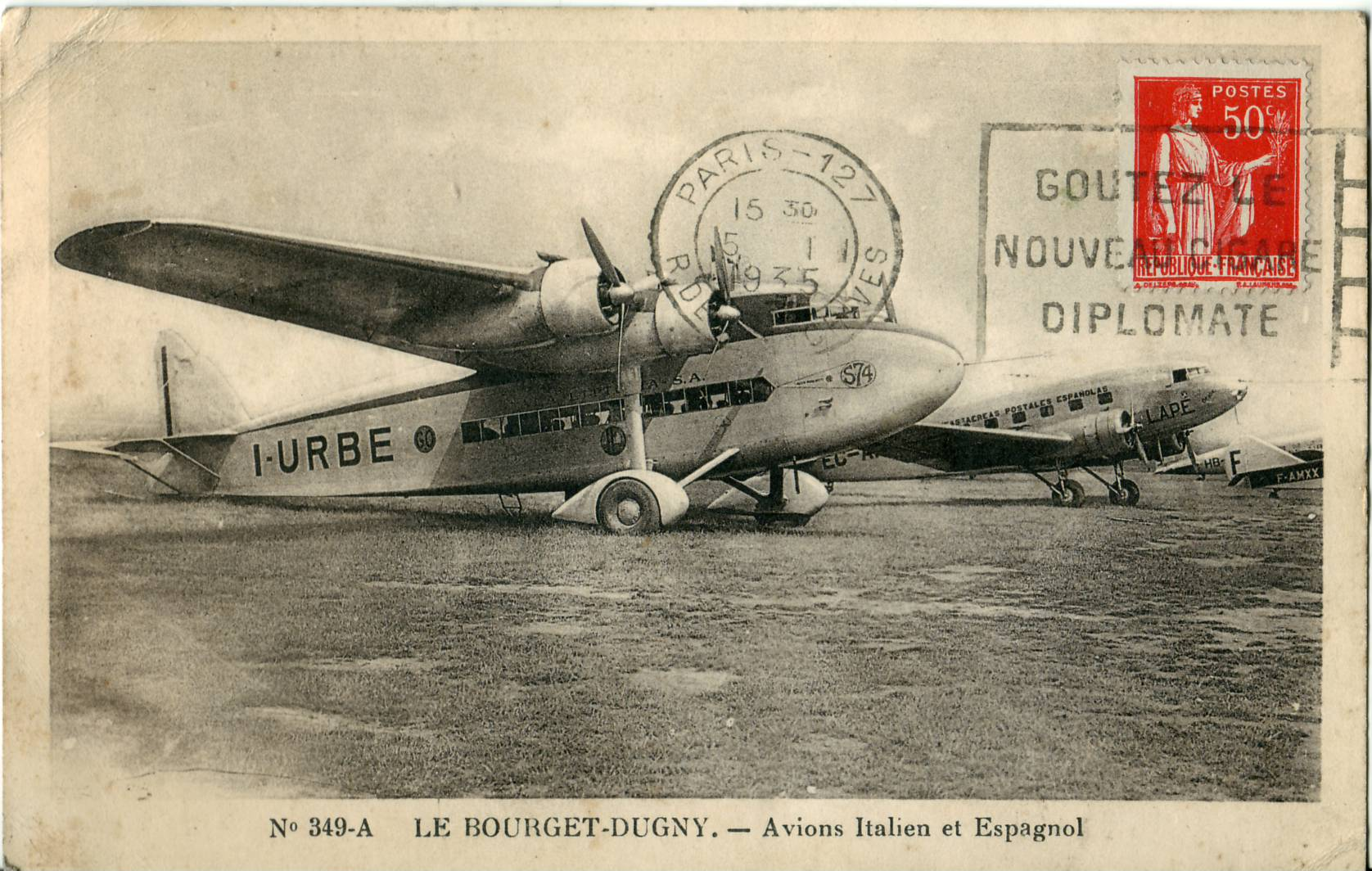
París - aeropuerto La Bourget Savoia-Marchetti SM.74 I-URBE de Ala Littoria, 1935

Al igual que muchas otras naciones europeas en las primeras fases de su aviación civil, en Italia se fundaron inicialmente varias pequeñas compañías que intentaban proporcionar un modesto nivel de servicio de pasajeros. La primera de ellas fue Aero Espresso Italiana (AEI), fundada el 12 de diciembre de 1923, que comenzó a ofrecer servicios en agosto de 1926. En 1930, había otras cinco aerolíneas, entre ellas la Società Aerea Mediterranea (SAM), la Società Italiana Servizi Aerei (SISA), la Società Anonima Navigazione Aerea (SANA) y la Società Area Avio Linee Italiane (ALI). Casi todos estos primeros servicios aéreos italianos eran de propiedad estatal o subvencionados. La única excepción importante fue ALI, que contaba con el respaldo del poderoso grupo industrial Fiat. Las tres mayores compañías aéreas, SAM, SISA y SANA, se repartían por igual el mercado de la aviación civil italiana, transportando unos 10000 pasajeros al año en 1930. Si en 1925, parecía que los italianos apenas tenían un sector de aviación civil, en la década de 1930 se habían hecho rápidos progresos (cuando se creó "Ala Littoria"). De hecho, la aviación comercial italiana en 1930 era la tercera en términos de número de pasajeros transportados, después de Alemania y Francia, y por delante de Gran Bretaña y los Países Bajos.
Fundación
De hecho, situada en el centro de la política de concentración y racionalización de la aviación civil, iniciada por el nuevo subsecretario de aeronáutica Italo Balbo, SAM llevó a cabo una "amplia acción de absorción" hacia todas las compañías aéreas existentes, asumiendo la explotación del Adriático. líneas transalpinas y mediterráneas coloniales y ampliando su radio de acción también al Mediterráneo oriental, hasta el punto de hacer más completa y orgánica la red de servicios italianos que gestiona. El 28 de octubre de 1934, día del XII aniversario de la Marcha sobre Roma se funda, por voluntad política del régimen fascista, Ala Littoria. Aunque, el primer vuelo comercial en Italia se realizó en 1923, alcanzó pleno servicio internacional sólo con Ala Littoria, nombre que, fue promovido por el propio Benito Mussolini y relacionado con las fasces lictoriae emblema de la antigua Roma, y usado en aquel entonces profusamente por el régimen fascista.
Ala Littoria se establece mediante una fusión de aerolíneas liderada por el gobierno.
- SAM - Società Aerea Mediterranea (fundada en Roma en 1928, propiedad estatal, predecesora de facto de Ala Littoria; activa nuevamente como compañía chárter de Alitalia de 1959 a 1976)[4]
- Transadriatica (fundada en 1925 en Ancona, absorbida por SAM en 1931)[5]
- SANA - Società Anonima di Navigazione Aerea (registrada en 1925 en Genova)[6]
- AEI - Aero Espresso Italiana (fundada en Roma en 1923)[7]
- SISA - Società Italiana Servizi Aerei (reg. 1922 en Lussinpiccolo).[8] propiedad de Cantieri Riuniti dell'Adriatico - CRDA

Sin embargo, la aerolínea ALI (Avio Linee Italiane), propiedad del Grupo Fiat, no participó en este proceso de fusión.
En 1935, Ala Littoria también se hizo cargo de la Società Adria Aero Lloyd (rutas interiores de Albania) y Nord Africa Aviazione (fundada en Bengasi en 1931). 
En el momento de la fundación, la flota de la aerolínea estaba constituida por aeroplanos Junkers G 24 y F 13, los hidrocanoas Dornier Do J , Do R Superwal,  Savoia-Marchetti S.55 y Savoia-Marchetti S.66 y los trimotores Fokker F.VIIb/3m holandeses.
Expansión
El elevado número de aviones marinos en su flota, era debido a la simplicidad de uso del mar como pista de aterrizaje y de los numerosos ríos y lagos con los que cuenta de manera natural el país y gran parte de Europa; pese a que, con el paso de los años, los aeropuertos convencionales crecieron en número e importancia. En 1934 Ala Littoria comenzó´su expansión, con algunos vuelos hacia países europeos como Francia y también hacia la región del Mediterráneo oriental Por ello, para poder continuar siendo competitivos con el resto de compañías, Ala Littoria comenzó a operar nuevas aeronaves "terrestres", tales como el nuevo Savoia-Marchetti S.M.73.
Ala Littoria voló a destinos en las colonias de Libia y del África Oriental Italiana. En 1934 se realizó en un trimotor Savoia-Marchetti S.71 un vuelo de calibración de 6200 km desde Roma a Mogadiscio en la Somalia italiana, que a su vez, estableció un récord mundial en vuelos comerciales civiles de larga distancia, lo que permitió iniciar la prestigiosa Linea dell'Impero inaugurada en diciembre de 1935.
La Linea dell'Impero fue la ruta más larga en África realizada por Ala Littoria en los años anteriores a la II Guerra Mundial y era considerada la ruta aérea italiana más prestigiosa de la época. Conectaba con una frecuencia de cuatro vuelos semanales Roma con Mogadiscio en el África Oriental Italiana una ruta con una extensión de 6.370 km utilizando hidroaviones Cant Z.506 hasta Bengasi y luego con trimotores S.73, a El Cairo, Wadi Halfa, Jartum, Kassala, Asmara, Addis Abeba (con cambio avión) y finalmente Mogadiscio. El Savoia-Marchetti S.73 era un elegante avión trimotor, el primero de una familia de aviones obra del ingeniero y diseñador aeronautico Alessandro Marchetti que se convertiría en algo típico de la aviación italiana durante más de quince años. Fue considerado, y con razón, como el avión de pasajeros trimotor más rápido del mundo, capaz de alcanzar los 340 km/h. El fuselaje era notablemente capaz y los pilotos tenían una cabina cerrada, con controles duales uno al lado del otro. El equipamiento interior incluía 18 asientos distribuidos en dos filas, estando equipados con aseos, calefacción, oxígeno para grandes alturas y maleteros.
Desde 1939 la ruta podía recorrerse sin cambio de avión con el nuevo modelo de la compañía SIAI-Marchetti, el nuevo Savoia-Marchetti SM.75 de última generación; un nuevo trimotor de mayores dimensiones, dotado de tren de aterrizaje retráctil y que ofrecía mejores prestaciones, capaz de transportar hasta 30 pasajeros. Con este nuevo avión, Ala Littoria impulsó todas sus rutas, en particular la Linea dell'Impero que unía con cuatro vuelos semanales Roma con Bengasi y (algunos sin escalas) Adís Abeba.
En marzo de 1938 la aerolínea realizó el primer vuelo raid de Roma a Argentina con la ruta Roma (Aeroporto del Littorio) - Cagliari - Bathurst, Gambia,- Salvador de Bahía  -Río de Janeiro - Buenos Aires, utilizando un hidroavión especialmente modificado CANT Z.506, aunque posteriormente, la compañía fue sustituida en la nueva línea inaugurada en 1939 por la recién creada filial Linee Aeree Transcontinentali Italiane - LATI creada expresamente para realizar vuelos transatlánticos.
Tras la guerra civil española, Ala Littoria a través de la recién creada Sociedad Anónima Española de Transporte Aéreo (SAETA), invirtió en la renacida (1937) Iberia, la aerolínea española que se recreó tras la desaparición de las Líneas Aéreas Postales Españolas - LAPE. Ala Littoria era propietaria del 12,5% de las acciones de la aerolínea, igual porcentaje que también tenía Deutsche Luft Hansa, hasta agosto de 1943, cuando el Instituto Nacional de Industria - INI, adquirió las participaciones minoritarias en manos italianas, alemanas y privadas.
Durante la II Guerra Mundial el Estado Mayor del Aire impuso la militarización de la flota comercial civil, que quedó bajo el control del Comando Servizi Aerei Speciali (CSAS), creado específicamente para utilizar con fines militares los aviones de la flota civil italiana, siendo encuadrados en los  Nuclei Comunicazione servidos por las compañías aéreas. Al finalizar la contienda la aerolínea, con una flota considerablemente mermada fue disuelta, siendo sustituida en 1946 por Alitalia-Linee Aeree Italiane predecesora de la actual Alitalia.

## Aeropuertos conectados
En 1940 Ala Littoria tenía conexiones con los siguientes aeropuertos:
Italia
- Alghero, Ancona, Bolonia, Brindisi, Cagliari, Catania, Fiume, Génova, Lussino, Milán, Nápoles, Palermo, Pola, Rimini, Rodas, Roma, Siracusa, Trapani, Trieste, Venecia, Zara.

África Oriental Italiana y Libia
- Adís Abeba, Asmara, Massawa , Asab, Dessiè, Dire Dawa, Gambela-Dembidollo, Gimma, Gondar, Gorrahei, Lechemtì-Asosa, Mogadiscio, Negele Borana, Bengasi, Trípoli.

Europa
- Atenas, Barcelona, Belgrado, Berlín, Bucarest, Cádiz, Constanza, Lisboa, Málaga, Malta, Marsella, Múnich, Palma de Mallorca, París, Salónica, Sevilla, Tirana, Viena.

Oriente Medio y Marruecos Español
- Bagdad, Basora, El Cairo, Yibuti, Haifa, Jartum, Melilla, Tetuán, Túnez, Wadi Halfa.

## Flota
En 1940, la flota de Ala Littoria incluía 42 hidrocanoas e hidroaviones y 74 aviones terrestres:
Hidroaviones e hidrocanoas
- CANT Z.506 (14)
- Dornier Do J (1)
- Macchi MC.94 (8)
- Macchi MC.100 (3)
- Savoia-Marchetti S.66 (16)

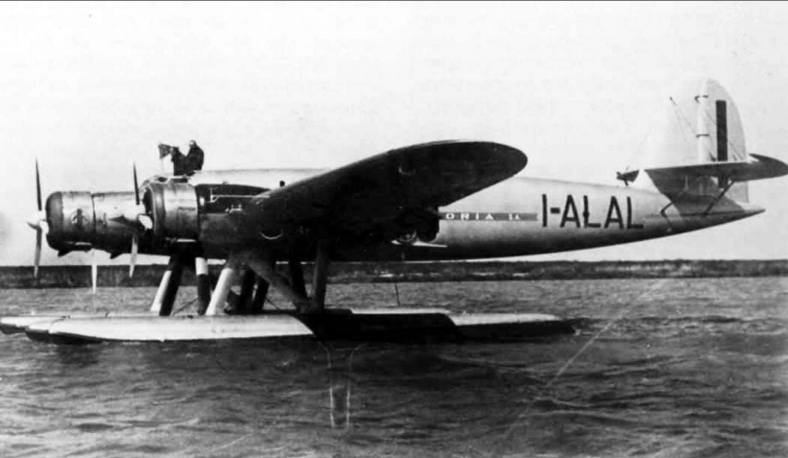
CANT Z.506
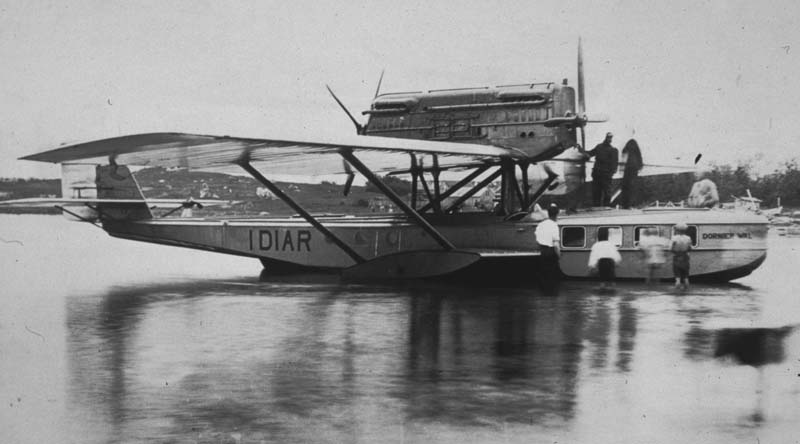
Dornier Do J Wal
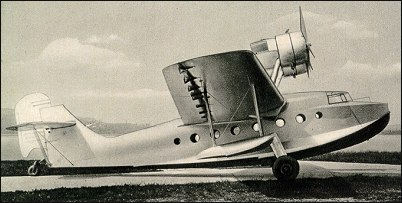
Macchi MC.94
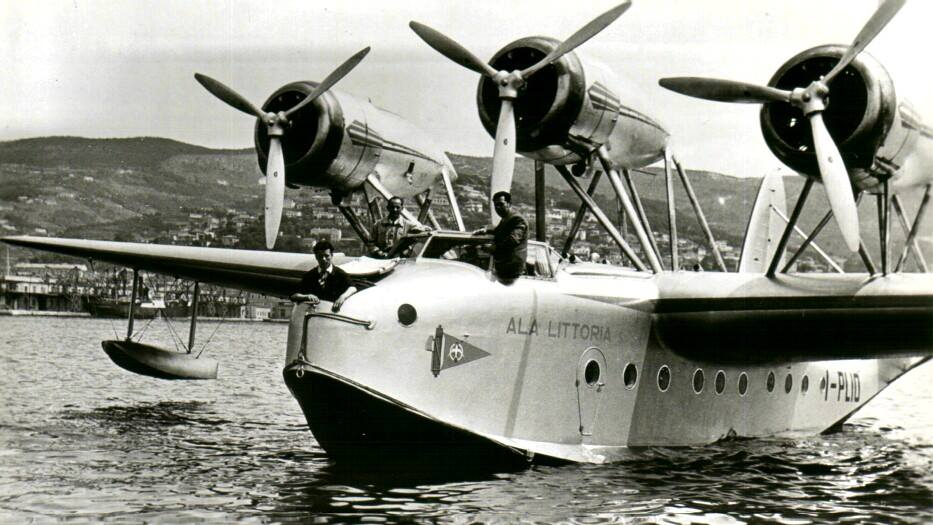
Macchi MC.100
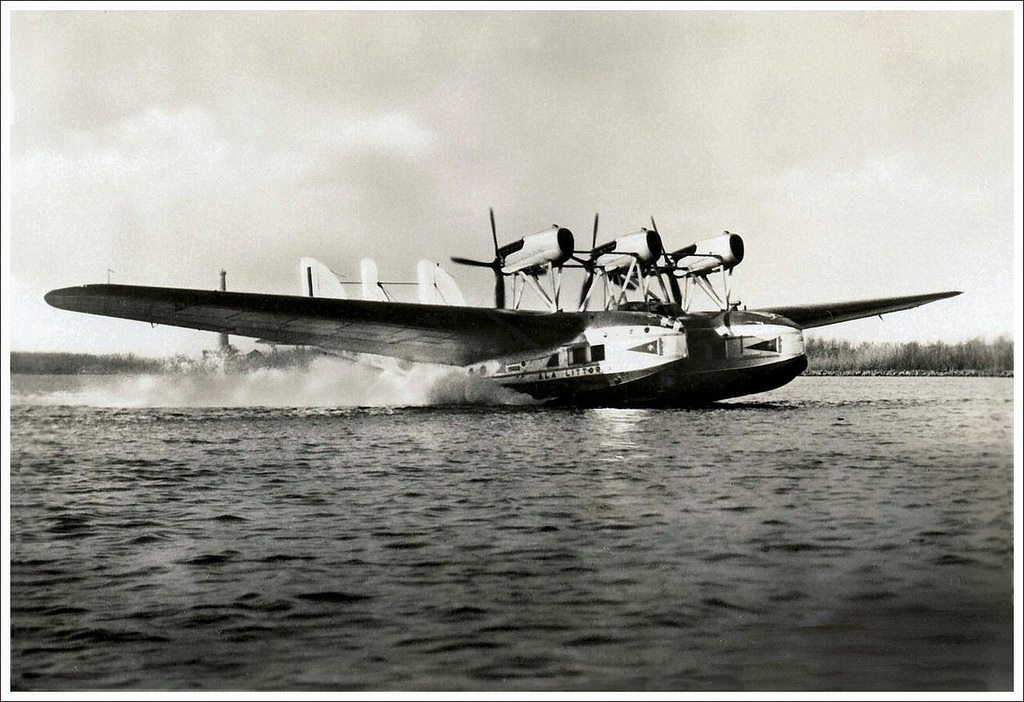
Savoia-Marchetti S.66

Aviones terrestres
- Breda Ba.44 (4)
- Caproni Ca.148 (10)
- Savoia-Marchetti S.71 (3)
- Savoia-Marchetti S.73 (18)
- Savoia-Marchetti S.74 (3)
- Savoia-Marchetti SM.75 (36)

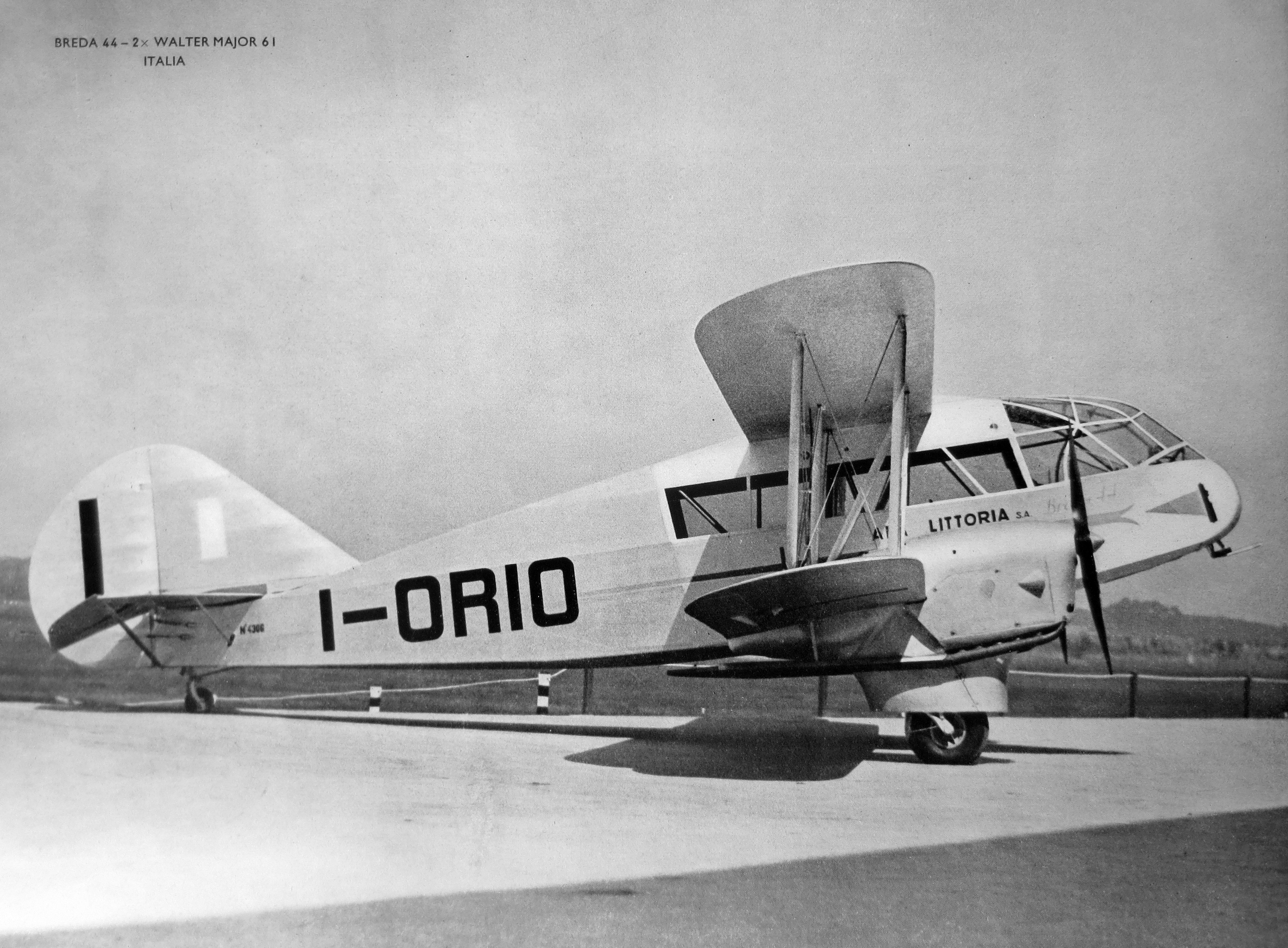
Breda Ba.44
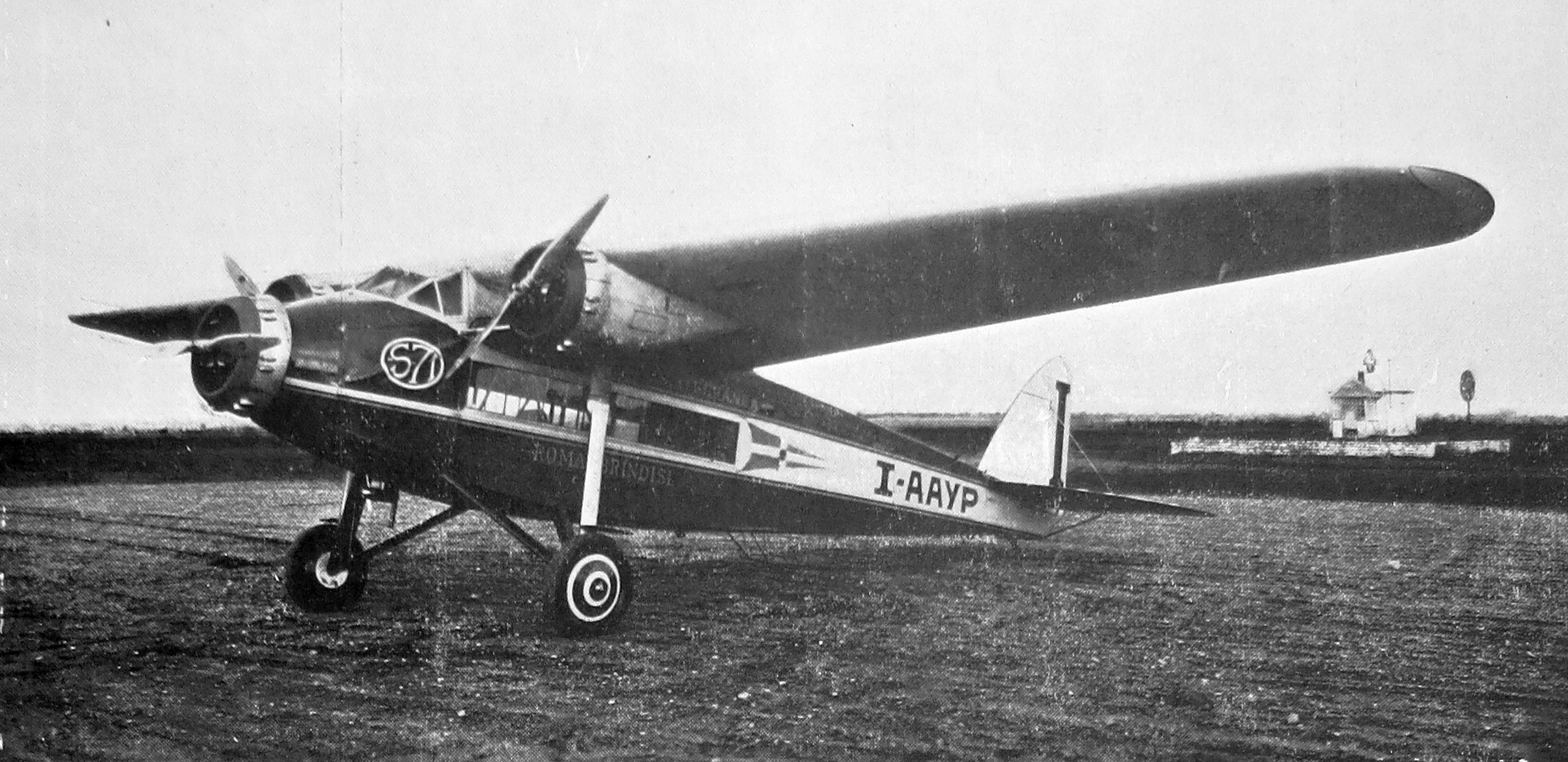
Savoia-Marchetti S.71
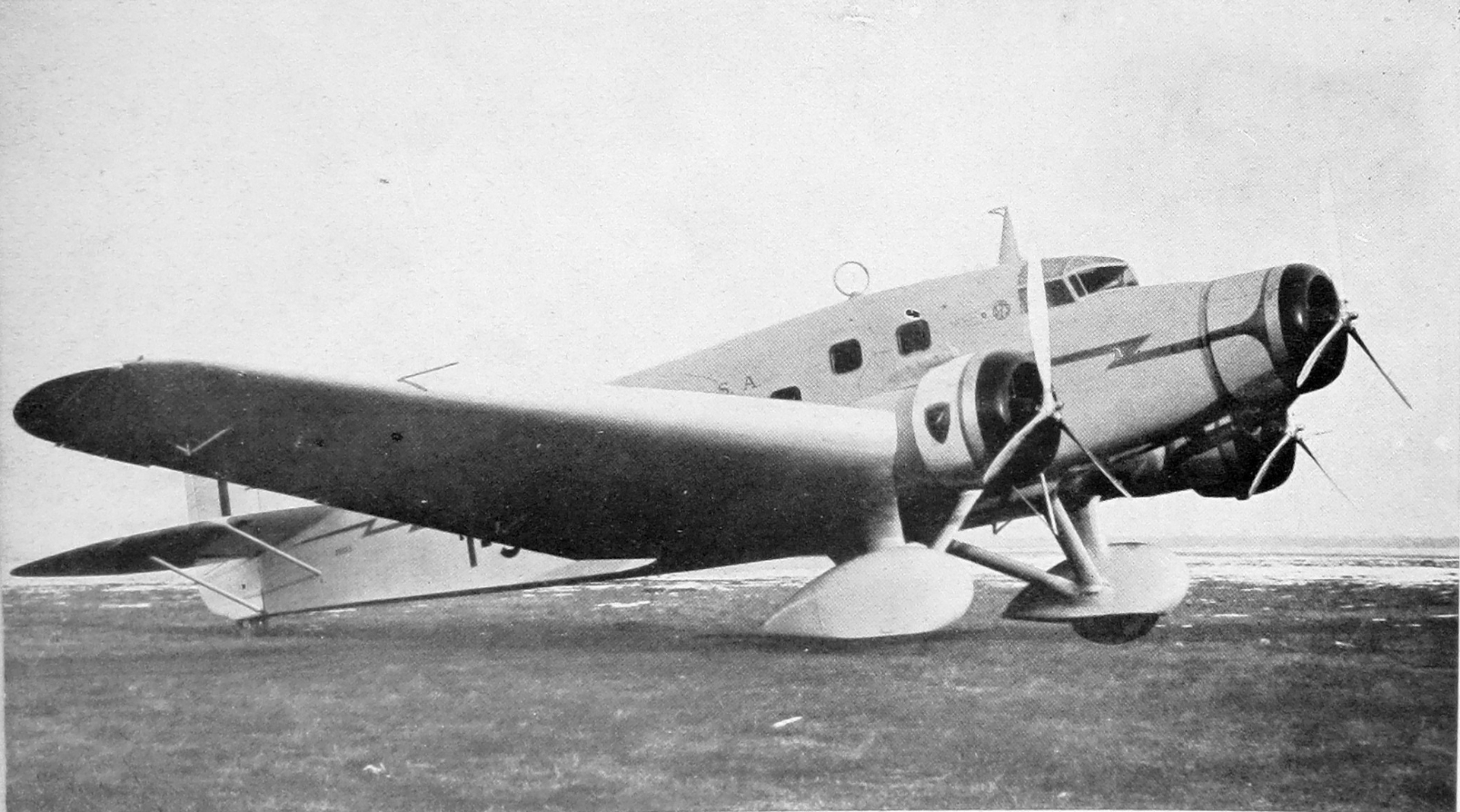
Savoia-Marchetti S.73
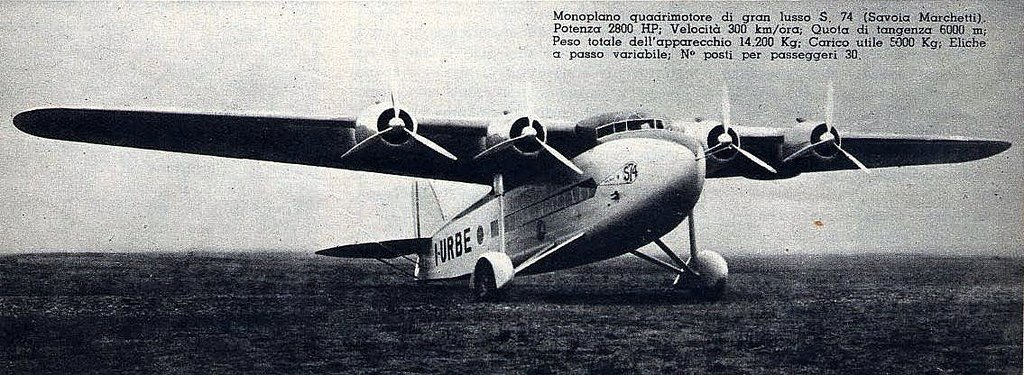
Savoia-Marchetti S.74